# أورط
أَوْرَط (بالإيطالية: Orte) هي بلدية بمقاطعة فيتيربو بإيطاليا.

## السكان
في سنة 1871 بلغ عدد السكان 3٬521 نسمة، وتطور العدد ليصل في سنة 2011 لـ 8٬665 نسمة.
يظهر هذا المخطط البياني تطور النمو السكاني لـ أورط